# 格拉納達 (密蘇里州)
格拉納達（英語：Granada）是位於美國密蘇里州道格拉斯縣的非建制地區。

## 歷史
格拉納達的郵局於1894年設立，其後於1922年停運。

## 地理
格拉納達所處的海拔為高於海平面392米（即1286英呎），而該地所採用的時區為UTC-6，即北美中部時區（CST）。同時該地設有夏令時間，為UTC-6調快一小時，即UTC-5（CDT）。